# William McCoy
Pour les articles homonymes, voir McCoy.
William McCoy, né vers 1763 et décédé le 20 avril 1798, est un marin écossais, un des mutins du Bounty. 

## Biographie
Après la mutinerie conduite par Fletcher Christian, la Bounty relâche quelques jours à Tahiti avant d'être obligé de mettre à la voile. McCoy rejoint alors Christian et sept autres mutins. Ils prennent avec eux onze femmes et six hommes tahitiens.
Quelques mois plus tard, les mutins découvrent l'île déserte de Pitcairn où ils décident de s'installer (janvier 1790) et de fonder des familles. McCoy est ainsi le père de deux enfants, Daniel et Catherine qu'il a avec son épouse Teio. Après trois années sur l'île, un conflit éclate entre les Tahitiens et les mutins, ce qui entraîne la mort de plusieurs polynésiens et de cinq des Anglais (y compris Fletcher Christian). 
McCoy se réfugie quelque temps avec Quintal dans les montagnes puis en raison de nouvelles querelles revient vivre, après le meurtre des derniers Tahitiens survivants, auprès des femmes et de Young et Adams, les deux seuls Anglais encore vivants. Réputé pour sa violence, il se blesse gravement en 1796 en tombant d'un cocotier. 
Ancien employé d'une distillerie, il parvient à distiller la cordyline pour produire de l'eau-de-vie. Devenu totalement alcoolique, après plusieurs crises de delirium tremens, il se jette d'une falaise lors d'une nouvelle crise, le 20 avril 1798.